# Guyon Richárd
Gróf Guyon-Debaufre Richárd (Bath, 1813. március 31. – Konstantinápoly, 1856. október 11.) az 1848–49-es szabadságharcban a magyar honvédség tábornoka, rövid ideig vezérkari főnök és a honvédség főparancsnoka. A szabadságharc leverése után 1849 augusztusában menekült Törökországba, majd a Porta szolgálatába állt, és Hursid pasa néven lett a török hadsereg tábornoka.

## Életrajza
Angliában született egy francia eredetű főnemesi családban. 1834-ben lépett be a császári hadsereg 2. huszárezredébe, ahol hamarosan hadnagyi rangot szerzett. 1838. november 22-én feleségül vette az ezred másodtulajdonosa, báró Splény Ignác lovassági tábornok Mária nevű leányát. Splény Ignác a nemesi testőrség parancsnoka volt, Guyon a házasság után a segédtisztje lett és Magyarországon telepedett le. Apósa 1840-ben bekövetkezett halála után anyagi okokból főhadnagyként nyugdíjaztatta magát, és Bars vármegyében gazdálkodni kezdett.

### A szabadságharc alatt
1848. szeptember 15-étől őrnagyként a mozgó nemzetőrség egy zászlóaljának parancsnoka lett. Egységével részt vett a pákozdi csatában. A schwechati csatában a magyar csapatok által elért egyetlen eredmény – Mannswörth bevétele – az ő nevéhez fűződik. A csatát követően ezért Kossuth Lajos ezredessé léptette elő és megbízta az időközben a Jablonkai-hágón át betört Simunich tábornagy ellen küldött csapatok parancsnokságával. Guyon mintegy tízezer fős erővel vette üldözőbe Simunich gyorsan visszavonuló csapatait, de két sikeres utóvéd ütközet – november 3-án a Nádasi-szorosnál és november 4-én Jabláncnál – megvívásán kívül nem tudott komolyabb kárt tenni a tábornagy csapataiban. Görgei nem értett egyet Guyon önálló megbízatásával, így már ekkor elkezdett kialakulni a két tiszt között az az ellentét, amely a későbbi időszakban egyre mélyült és súlyos nehézségeket okozott a szabadságharc felső vezetésében. Simunich kiűzése után Guyon a feldunai hadsereg nádasi, majd tartalék dandárjának parancsnoka lett. Windisch-Grätz decemberi támadásának megindulásakor Görgei Nagyszombat felé indította a tartalék dandárt, hogy a Nádasi-szorosból visszavonuló magyar csapatokkal egyesülve állítsa meg Simunich támadását. Ordódy Kálmán őrnagy, a visszavonuló magyar csapatok parancsnoka azonban nem Nagyszombatra, hanem Lipótvárra irányította csapatait, így Guyon Nagyszombatnál többszörös túlerővel került szembe. A december 16-án vívott nagyszombati ütközet folyamán a császári hadsereg bekerítette a magyar csapatokat, melyek csak véres utcai harcok és jelentős veszteségek árán tudtak kitörni.
A főváros feladása után a feldunai hadsereg egyik hadosztályparancsnokának nevezték ki, így részt vett és hadosztályával jelentős szerepet játszott Görgei észak-magyarországi hadműveleteiben. Guyon hadosztálya a hadtest utóvédeként 1849. január 11-én Ipolyságnál, január 19-én Szélaknánál került ütközetbe az Anton Csorich altábornagy vezette üldöző csapatokkal. A Selmeci-szoros birtoklásáért folyó súlyos harcok során a hadtest Szélaknánál, Selmecbányánál és Hodrusbányánál vereséget szenvedett és ez Görgeit a bányavárosok kiürítésére kényszerítette. A Garam völgyében visszavonuló Guyon február 2-án Iglón biztosítás nélkül szállásolta el csapatait és így a császáriak éjszakai támadása meglepetésként érte. A kialakuló ütközetben Guyon erélyesen rendezte pánikba esett egységeit és sikeres ellentámadást indított. 
Guyon Richárd számára a hírnevet és az elismerést a február 5-én vívott branyiszkói ütközet hozta meg. Görgei úgy döntött, hogy a bekerítés veszélyének kitett hadtestével Branyiszkón keresztül fog áttörni a felső tiszai magyar haderők felé és a hágó elfoglalását Guyonra bízta. Az ezredes a rá jellemző lelkesedéssel és önbizalommal előre megírta győzelmi jelentését és csapataihoz a következő szónoklatot intézte: „Ha előrementek, dupla zsoldot kaptok, ha hátráltok, kartáccsal belétek lövetek.” Az első roham kudarca után be is váltotta ígéretét és a Deym vezérőrnagy vezette császáriak végül feladták állásaikat. A branyiszkói győzelemmel a katonai helyzet a magyar fél számára kedvezőre fordult, lehetővé tette a magyar haderők egyesítését és a győzelmes tavaszi hadjáratot.
A március 3-ai tiszafüredi zendülésben Guyon – egyedüliként a fontosabb beosztású tisztek közül – Henryk Dembińskit támogatta. Ekkorra kezelhetetlenné vált Görgei és Guyon ellentéte, és Görgei a hadsereg átszervezésekor március 7-én feloszlatta Guyon hadosztályát és a többi hadosztály feltöltésére fordította. Kossuth Lajos nem értett egyet a „branyiszkói győztes” mellőzésével, ezért március 15-én Guyon Richárdot vezérőrnaggyá és a komáromi vár parancsnokává nevezte ki. Az ostrom alatt álló erősségbe azonban csak április 20-án tudott bejutni. Bejutása előtt, április 19-én még részt vett a nagysallói ütközetben. Komáromban nézeteltérése volt a várőrség parancsnokával, Lenkey János vezérőrnaggyal és a komáromi polgári vezetéssel is, ezért Görgei május 28-án felmentette beosztásából. Júniusban a tartalék hadtest hadosztályparancsnoka, majd július elejétől a bácskai hadtest parancsnoka volt. Július 14-én a kishegyesi ütközetben vereséget mért Jellasics hadtestére a horvát bán túlerejének ellenére. Ez volt az utolsó csata amit a magyar honvédek meg tudtak nyerni a szabadságharc folyamán. A Titeli-fennsík elleni támadása azonban július 23-án kudarcba fulladt. Hadtestével csatlakozott a Szegednél összevont magyar főerőhöz és részt vett az augusztus 9-ei temesvári csatában. Bem tábornok megsebesülésekor rövid időre a magyar sereg vezérkari főnöke, majd főparancsnoka lett.

## Emigrációban
Augusztus 18-án vonult törökországi emigrációba. Október 28-án Kossuth Vidinben altábornaggyá léptette elő.  Guyon, aki brit állampolgár is volt, Hursid pasa néven a török hadsereg tábornoka lett Damaszkuszban. A krími háborúban az ázsiai hadszíntéren harcolt. Részt vett az 1853. december 1-jei basgedikleri ütközet tervének kidolgozásában. 1854-ben több külföldi tiszttel együtt részt vett a karszi erőd megerősítésében mint a karszi sereg vezérkari főnöke. Ő dolgozta ki az 1854. augusztus 5-ei kuruderei ütközet haditervét. A török csapatok rossz állapota és a török tisztek alkalmatlansága miatt az elveszített ütközet után visszarendelték Isztambulba.
Halálát valószínűleg ételmérgezés okozta. Guyon Richárd Isztambul ázsiai részében található Haydarpaşa temetőben, az angol katonai temetőben nyugszik, sírhelyén magyar feliratú tábla van, ezzel a felirattal: „Itt nyugszik Guyon Richárd gróf, Török főtábornok, Frankhon ivadéka, Angolhon szülöttje, Magyarhon vitéze, Meghalt octóber 11-én 1856, Élete 44. évében.”
A kortárs hadvezérek, államférfiak véleménye Guyon Richardról :
„Kétségkívül igen vitéz tiszt volt, de legalább annyira tudatlan is. Bármennyire meg lehetett bízni ugyanis Guyonban a csatatéren – vagyis ha föladatának megoldásához nem kellett különösebb leleményesség, csupán személyes vitézség – ugyanolyan kevéssé felelt meg a követelményeknek mint nagyobb önálló csapattestek vezetője.” (Görgei)
„Nem sok ésszel és semmi hadi tudománnyal sem bír, de bír, csaknem az őrültséggel határos személyes bátorsággal.” (Pálffy János, képviselő)
„Rossz vezér, de jó katona. Nem oly sokan vagyunk, hogy olyan embert, mint Guyon nélkülözhessünk.” (Kossuth)

## Érdekesség

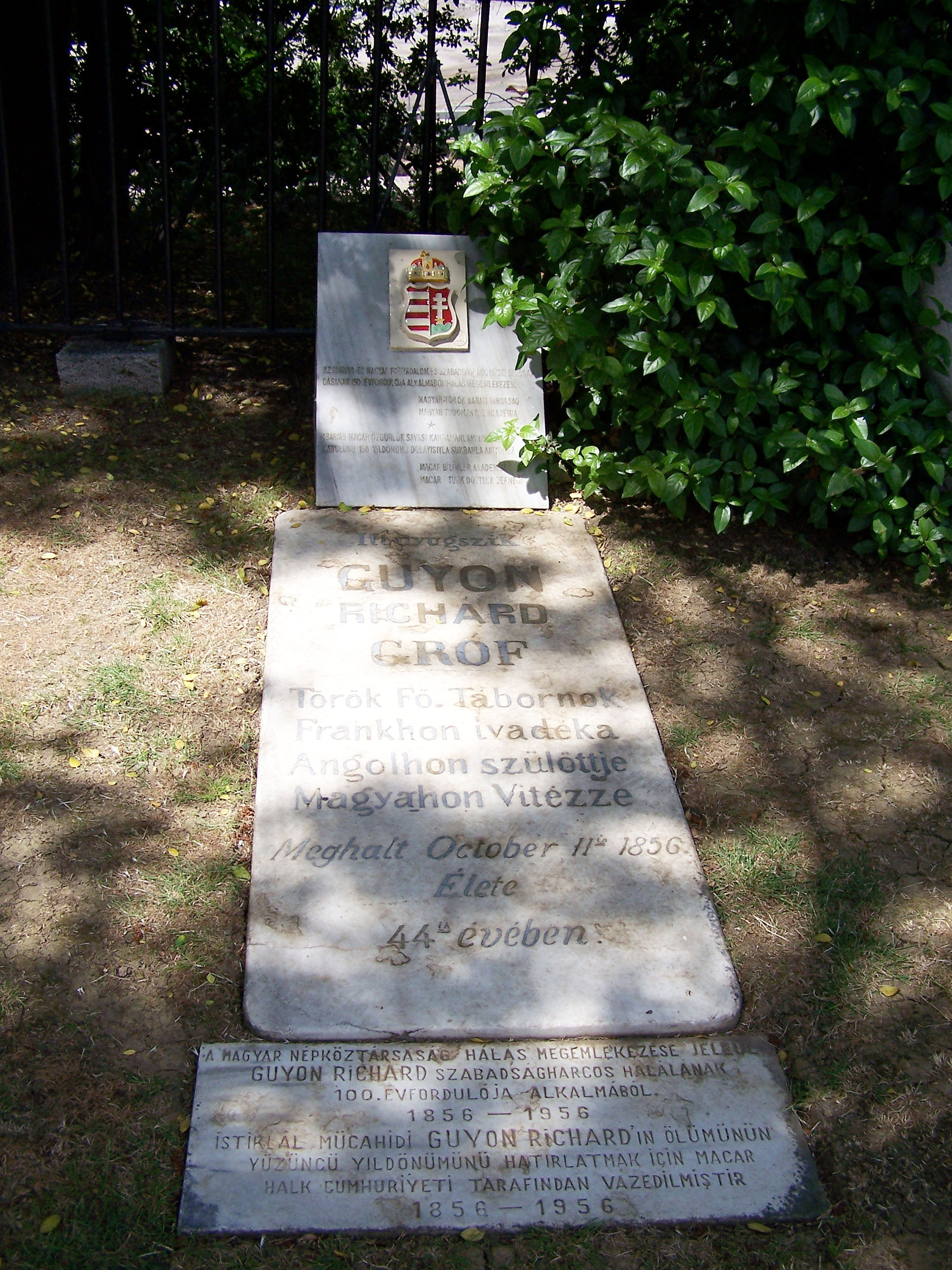
Nyughelye Isztambulban a Haydarpaşa temetőben

Az 52. honvédzászlóaljban szolgáló Karsa Ferenc szerint Guyon a következő szavakkal buzdította rohamra a 28. honvédzászlóalj katonáit: „...mi vagy te? Magyar vagy te? Kell neked szabadság? Szar vagy, nem magyar vagy, szar kell neked, nem szabadság, gondolod hogy a német ördög? ... Előre!